# Cosmia suffusa
Cosmia suffusa là một loài bướm đêm trong họ Noctuidae.